# Лионель-Гру (станция метро)
«Лионе́ль-Гру́» (англ. Lionel-Groulx, фр. Lionel-Groulx) — станция Монреальского метрополитена на Зелёной и Оранжевой линиях. Между станциями «Шарлевуа» и «Этуотер» на Зелёной линии и «Плейс-Сент-Генри» и «Жорж-Ванье» на Оранжевой линии. Обслуживается Монреальской транспортной корпорацией. Расположена в боро Ле-Сюд-Уэст, в  микрорайоне Сент-Генри. Открыта 3 сентября 1978 года на Зелёной линии и 28 апреля 1980 года на Оранжевой линии.

## История
«Лионель-Гру» — двухуровневая платформенная станция глубокого заложения с платформами между путями. Поезда Оранжевой линии следуют на юг; Зелёной линии — на север. Станция является кросс-платформенной пересадкой с движением в противоположных направлениях с двумя входящими линиями (Монморанси и Оноре-Богран) на верхнем уровне и двумя исходящими линиями (Кот-Вертю и Ангриньон) на нижнем уровне. Это позволяет большинству пассажиров переходить, просто идя по платформе, не поднимаясь или спускаясь по лестнице. Вестибюль станции, установленный на балках, находится над верхней платформе и ведёт к единственному входу / выходу.
Станция была разработана архитектором Ивом Руа. Им также были выполнены пара настенных скульптур из нержавеющей стали над вестибюлем. В самом вестибюле находится скульптура под названием «Древо жизни» художника Джозефа Рифессера. Она представляет собой расы человечества, растущие из общего корня, и была вырезана из цельного ствола грецкого ореха. Скульптура демонстрировалась на Всемирной выставке 1967 года в Монреале и была передана Монреальскому метрополитену Организацией Объединенных Наций. Станция оборудована информационными экранами «MétroVision», на которых отображаются новости, рекламные ролики и время до прибытия следующего поезда.
Название станции ведёт происхождение от улицы Лионель-Гру, которая была названа в честь квебекского историка и националиста, священника Лионеля Гру. В 1946 году им был основан Франко-американский исторический институт в 1946 году. В 1947—1967 годах он возглавлял редакцию франкофонного издания «Исторический журнал французской Америки».
В ноябре 1996 года филиал Бней-Брит в Канаде обратился с официальной просьбой в исполнительный комитет Монреальского городского сообщества изменить название станции из-за антисемитских заявлений Лионеля Гру. В дальнейшем было предложено переименовать станцию в честь джазового музыканта Оскара Питерсона.
На территории станции были сняты сцены из фильмов «Шакал» (1997), «Каратель: Территория войны» (2008) и канадского реалити-шоу «Просто ради шутки».

## Рядом
Рядом со станцией располагаются рынок Этуотер, церковь Святого Иренея, Союзная объединённая церковь, парк канала Лашин, CÉDA (Комитет по образованию взрослых), Солин-холл (Внешняя резиденция кампуса Университета Макгилла), Венгерский дом в Монреале.

## Транспорт
Маршруты STM:  (регулярные) 71 «Даунтаун», 77 «Станция Лионель-Гру / КУСМ», 78 «Лорендо», 108 «Баннантин», 191 «Бродвей / Провост», 211 «Бор-дю-Лак»;  (экспрессы) 405 «Экспресс Бор-дю-Лак», 411 «Экспресс Лионель-Гру», 425 «Экспресс Анс-а-Лёрм», 485 «Экспресс Антуан-Фокон», 491 «Экспресс Лашин», 496 «Экспресс Виктория»; (ночные) 350 «Верден / Ла-Саль», 371 «Декари»; (круглосуточные) 747 «Монреаль — Трюдо / Даунтаун».